# Horyzont Monako
Horyzont Monako (fr. Horizon Monaco) – monakijska prawicowa konserwatywna koalicja kierowaną przez Laurenta Nouviona. Do porozumienia zawartego 2012 roku przystąpiły ugrupowania Rassemblement et Enjeux, Synergia Monakijska i Unia dla Księstwa. W 2013 roku Horyzont Monako wygrał wybory parlamentarne do Rady Narodowej uzyskując 50,34% poparcia co przełożyło się na 20 z 24 mandatów. W 2016 roku wielu członków przeszło do nowej koalicji Nowa Większość, która stała się nową koalicją rządzącą.

## Wyniki w wyborach
| Rok  | Liczba głosów | % głosów | Mandaty |
| ---- | ------------- | -------- | ------- |
| 2013 | 56 472        | 50,34%   | 20/24   |
| 2018 | 28 858        | 26,10%   | 2/24    |